# Danh sách quốc kỳ
Danh sách quốc kỳ của các quốc gia trên thế giới.

## Quốc gia là thành viên Liên Hợp Quốc

### A

Quốc kỳ Afghanistan
Quốc kỳ Ai Cập
Quốc kỳ Albania
Quốc kỳ Algérie
Quốc kỳ Andorra
Quốc kỳ Angola
Quốc kỳ Vương quốc Anh
Quốc kỳ Antigua và Barbuda
Quốc kỳ Áo
Quốc kỳ Ả Rập Xê Út
Quốc kỳ Argentina
Quốc kỳ Armenia
Quốc kỳ Azerbaijan

### Â

Quốc kỳ Ấn Độ

### B

Quốc kỳ Bahamas
Quốc kỳ Bahrain
Quốc kỳ Ba Lan
Quốc kỳ Bangladesh
Quốc kỳ Barbados
Quốc kỳ Bắc Macedonia
Quốc kỳ Belarus
Quốc kỳ Belize
Quốc kỳ Bénin
Quốc kỳ Bhutan
Quốc kỳ Bỉ
Quốc kỳ Bolivia
Quốc kỳ Bosna và Hercegovina
Quốc kỳ Botswana
Quốc kỳ Bồ Đào Nha
Quốc kỳ Bờ Biển Ngà
Quốc kỳ Brasil
Quốc kỳ Brunei
Quốc kỳ Bulgaria
Quốc kỳ Burkina Faso
Quốc kỳ Burundi

### C

Quốc kỳ Cabo Verde
Quốc kỳ Các Tiểu vương quốc Ả Rập Thống nhất
Quốc kỳ Cameroon
Quốc kỳ Campuchia
Quốc kỳ Canada
Quốc kỳ Chile
Quốc kỳ Colombia
Quốc kỳ Comoros
Quốc kỳ Cộng hòa Congo
Quốc kỳ Cộng hòa Dân chủ Congo
Quốc kỳ Costa Rica
Quốc kỳ Croatia
Quốc kỳ Cuba

### D

Quốc kỳ Djibouti
Quốc kỳ Dominica
Quốc kỳ Cộng hòa Dominicana

### Đ

Quốc kỳ Đan Mạch
Quốc kỳ Đông Timor
Quốc kỳ Đức

### E

Quốc kỳ Ecuador
Quốc kỳ El Salvador
Quốc kỳ Eritrea
Quốc kỳ Estonia
Quốc kỳ Eswatini
Quốc kỳ Ethiopia

### F

Quốc kỳ Fiji

### G

Quốc kỳ Gabon
Quốc kỳ Gambia
Quốc kỳ Ghana
Quốc kỳ Grenada
Quốc kỳ Gruzia
Quốc kỳ Guatemala
Quốc kỳ Guiné-Bissau
Quốc kỳ Guinea Xích Đạo
Quốc kỳ Guinée
Quốc kỳ Guyana

### H

Quốc kỳ Haiti
Quốc kỳ Hà Lan
Quốc kỳ Hàn Quốc
Quốc kỳ Hoa Kỳ
Quốc kỳ Honduras
Quốc kỳ Hungary
Quốc kỳ Hy Lạp

### I

Quốc kỳ Iceland
Quốc kỳ Indonesia
Quốc kỳ Iran
Quốc kỳ Iraq
Quốc kỳ Cộng hòa Ireland
Quốc kỳ Israel

### J

Quốc kỳ Jamaica
Quốc kỳ Jordan

### K

Quốc kỳ Kazakhstan
Quốc kỳ Kenya
Quốc kỳ Kiribati
Quốc kỳ Kuwait
Quốc kỳ Kyrgyzstan

### L

Quốc kỳ Lào
Quốc kỳ Latvia
Quốc kỳ Lesotho
Quốc kỳ Liban
Quốc kỳ Liberia
Quốc kỳ Libya
Quốc kỳ Liechtenstein
Quốc kỳ Litva
Quốc kỳ Luxembourg

### M

Quốc kỳ Madagascar
Quốc kỳ Malawi
Quốc kỳ Malaysia
Quốc kỳ Maldives
Quốc kỳ Mali
Quốc kỳ Malta
Quốc kỳ Maroc
Quốc kỳ Quần đảo Marshall
Quốc kỳ Mauritanie
Quốc kỳ Mauritius
Quốc kỳ México
Quốc kỳ Micronesia
Quốc kỳ Moldova
Quốc kỳ Monaco
Quốc kỳ Mông Cổ
Quốc kỳ Montenegro
Quốc kỳ Mozambique
Quốc kỳ Myanmar

### N

Quốc kỳ Namibia
Quốc kỳ Nam Phi
Quốc kỳ Nauru
Quốc kỳ Na Uy
Quốc kỳ Nepal
Quốc kỳ New Zealand
Quốc kỳ Nicaragua
Quốc kỳ Niger
Quốc kỳ Nigeria
Quốc kỳ Nga
Quốc kỳ Nhật Bản
Quốc kỳ Nam Sudan

### O

Quốc kỳ Oman

### P

Quốc kỳ Pakistan
Quốc kỳ Palau
Quốc kỳ Palestine
Quốc kỳ Panama
Quốc kỳ Papua New Guinea
Quốc kỳ Paraguay
Quốc kỳ Peru
Quốc kỳ Pháp
Quốc kỳ Phần Lan
Quốc kỳ Philippines

### Q

Quốc kỳ Qatar

### R

Quốc kỳ România
Quốc kỳ Rwanda

### S

Quốc kỳ Saint Kitts và Nevis
Quốc kỳ Saint Lucia
Quốc kỳ Saint Vincent và Grenadines
Quốc kỳ Samoa
Quốc kỳ San Marino
Quốc kỳ São Tomé và Príncipe
Quốc kỳ Cộng hoà Séc
Quốc kỳ Sénégal
Quốc kỳ Serbia
Quốc kỳ Seychelles
Quốc kỳ Sierra Leone
Quốc kỳ Singapore
Quốc kỳ Síp
Quốc kỳ Slovakia
Quốc kỳ Slovenia
Quốc kỳ Quần đảo Solomon
Quốc kỳ Somalia
Quốc kỳ Sri Lanka
Quốc kỳ Sudan
Quốc kỳ Suriname
Quốc kỳ Syria

### T

Quốc kỳ Tajikistan
Quốc kỳ Tanzania
Quốc kỳ Tây Ban Nha
Quốc kỳ Tchad
Quốc kỳ Thái Lan
Quốc kỳ Thổ Nhĩ Kỳ
Quốc kỳ Thụy Điển
Quốc kỳ Thụy Sĩ
Quốc kỳ Togo
Quốc kỳ Tonga
Quốc kỳ Bắc Triều Tiên
Quốc kỳ Trinidad và Tobago
Quốc kỳ Trung Phi
Quốc kỳ Trung Quốc
Quốc kỳ Tunisia
Quốc kỳ Turkmenistan
Quốc kỳ Tuvalu

### U

Quốc kỳ Úc
Quốc kỳ Uganda
Quốc kỳ Ukraina
Quốc kỳ Uruguay
Quốc kỳ Uzbekistan

### V

Quốc kỳ Vanuatu
Quốc kỳ Vatican
Quốc kỳ Venezuela
Quốc kỳ Việt Nam

### Y

Quốc kỳ Ý
Quốc kỳ Yemen

### Z

Quốc kỳ Zambia
Quốc kỳ Zimbabwe

## Quốc gia không phải là thành viênLiên Hợp Quốc

Quốc kỳ Abkhazia
Quốc kỳ Aruba
Quốc kỳ Quần đảo Cook
Quốc kỳ Greenland
Quốc kỳ Kosovo
Quốc kỳ Niue
Quốc kỳ Sahrawi (Tây Sahara)
Quốc kỳ Scotland
Quốc kỳ Bắc Síp
Quốc kỳ Somaliland
Quốc kỳ Nam Ossetia
Quốc kỳ Đài Loan
Quốc kỳ Transnistria
Quốc kỳ Wales